# Воркуль, Зинаида Венедиктовна
Зинаи́да Венеди́ктовна Ворку́ль (2 мая 1909, Санкт-Петербург — 15 декабря 1994, Москва) — советская актриса театра, кино и дубляжа.

## Биография
Зинаида Воркуль родилась 2 мая 1909 года в Санкт-Петербурге в простой рабочей семье.

1925—1930 — токарь на заводе «Большевик», параллельно училась в Ленинградском техникуме сценических искусств (ныне — Российский государственный институт сценических искусств).

1930—1933 — числилась актрисой «Ленфильма».

1934—1935 — играла в ТЮЗе города Старая Русса.

1935—1938 — играла в Ленинградском театре комедии (ныне — Санкт-Петербургский театр комедии имени Н. П. Акимова)

1939—1940 — играла в Мосгорэстраде.

1940—1942 — снова числилась актрисой «Ленфильма», в 1941 году дебютировала в кино.

1942—1945 — эвакуирована в связи с войной в Алма-Ату, работала в Центральной объединённой киностудии.

1945—1959 — вернулась в Москву, состояла в штате Театра-студии киноактёра (ныне — Центр театра и кино под руководством Никиты Михалкова).

1959—1984 — актриса киностудии имени М. Горького.

1966—1983 — дубляж фильмов производства союзных республик Средней Азии и Прибалтики.

Зинаида Воркуль всегда играла второстепенные или эпизодические роли матерей или бабушек героев (единственное исключение — главная роль в ленте «Мать и сын», короткометражном фильме 1955 года, не вышедшем во всесоюзный прокат).
Скончалась 15 декабря 1994 года. Последние годы не снималась, вела уединённый образ жизни, поэтому информация о её смерти появилась в СМИ лишь спустя несколько лет после кончины.
Похоронена на Южном кладбище Санкт-Петербурга.

## Фильмография

### Актриса
- 1930 — Наши девушки — Саша
- 1941 — Боевой киносборник № 2 (в новелле «Встреча») — молодая женщина
- 1948 — Молодая гвардия — мать Осьмухиных
- 1955 — Мать и сын (к/м) — мать
- 1956 — Пролог — Иванова
- 1962 — Суд — Митягина
- 1964 — Морозко — мать Ивана
- 1964 — Председатель
- 1965 — Они не пройдут — дежурная по станции
- 1965 — Рано утром — мать Оли
- 1966 — Всадник над городом
- 1966 — Я солдат, мама
- 1966 — Андрей Рублёв — Мария, странница
- 1967 — Огонь, вода и… медные трубы — ведьма
- 1968 — Иван Макарович — почтальонша
- 1969 — 13 поручений — продавщица
- 1969 — Весёлое волшебство — эпизод
- 1970 — Кража — Клавдия Ивановна, кассирша в музее
- 1972 — Всмотритесь в это лицо — бабушка Виталика
- 1973 — О тех, кого помню и люблю — солдатка
- 1973 — Семнадцать мгновений весны — медсестра в приюте (10-я серия)
- 1974 — Здравствуйте, доктор! — тётя Сима
- 1974 — Ералаш — выпуск № 1, сюжет «Дым, дым, дым!» — учительница с журналом в руке (нет в титрах)
- 1975 — Потрясающий Берендеев — контролёрша в кинотеатре
- 1975 — Ералаш — выпуск № 5, сюжет «Следы на асфальте» — прохожая с сумками (нет в титрах)
- 1976 — Стажёр — продавщица цветов на кладбище
- 1981 — Карнавал — баба Зинаида, мать Соломатина
- 1981 — Родник
- 1982 — Нам здесь жить — Ольга Ивановна, капитан «Красноводска»
- 1983 — Вечный зов — Марковна, гардеробщица в райкоме партии (только в 18-й серии)
- 1983 — Нежданно-негаданно — пожилая соседка нотариуса
- 1984 — Володькина жизнь — бабка Дарья
- 1990 — Облако-рай — бабушка на лавочке у подъезда
- 1992 — Наш американский Боря

### Дубляж
- 1966 — Эдгар и Кристина (Латвийская ССР)
- 1967 — Измена (Таджикская ССР) — Бибираджаб (роль Нозукмо Шомансуровой)
- 1971 — Поклонись огню (Киргизская ССР) (роль Сабиры Кумушалиевой)
- 1972 — Улица (Киргизская ССР) — Унсун (роль Алтынай Рысмендеевой)
- 1973 — Колокольчик (к/м, Азербайджанская ССР) — старуха (роль Торы Зейналовой)
- 1973 — Родник в лесу (Эстонская ССР) — мать Минны (роль Вельды Отсус)
- 1974 — Тысяча первая гастроль (Азербайджанская ССР) — Шарабаны-нене (роль Насибы Зейналовой)
- 1976 — Как утренний туман (Грузинская ССР)
- 1978 — Зимний отпуск (Эстонская ССР) — Минна (роль Лийсы Линдау)
- 1980 — Автомобиль на крыше (Армянская ССР) — Манушак (роль Марины Карапетян)
- 1981 — Утренние всадники (Туркменская ССР) — Кнышбай (роль Аннагуль Аннакулиевой)
- 1983 — Пожар (Армянская ССР)